# Martin A. Lee
Martin A. Lee est un journaliste américain spécialiste de l'extrême droite. Il s'intéresse notamment aux mouvements néo-fascistes, au terrorisme, et aux affaires concernant les mass media ou la géopolitique de la drogue. Il est le cofondateur du groupe de surveillance des médias Fairness and Accuracy in Reporting (FAIR), créé en 1986 afin de lutter contre la désinformation en vigueur dans certains médias. Il a été le premier rédacteur à temps plein du magazine de FAIR, Extra!, et est devenu depuis son éditeur Martin Lee a contribué au Monde diplomatique.

## Biographie
Martin Lee a d'abord fait des études de philosophie à l'université du Michigan, avant de donner des cours à l'université de l'Illinois, Harvard, Columbia, Dartmouth, Johns-Hopkins et l'American University à Paris, ainsi qu'au Starwood Festival subventionné par l'Association for Consciousness Exploration. Il a reçu en 1994 le Pope Foundation Award for Investigative Journalism.

## Résumé de son œuvre
Le premier livre de Lee, célèbre dans les milieux underground, concerne les expériences au sujet du LSD faites par la CIA. Acid Dreams: The CIA, LSD and the Sixties Rebellion, coécrit avec Bruce Schlain et publié en 1986, a été qualifié par le San Francisco Chronicle d'une « histoire généraliste qui devrait remplacer toutes les autres ».
Son deuxième livre, Unreliable Sources: A Guide to Detecting Bias in News Media, coécrit avec Norman Solomon, était inspiré en partie par son travail chez FAIR. Publié en 1990 par Lyle Stuart, le livre a été qualifié par le Washington Post d'une « addition de valeur à la bibliothèque de n'importe quel étudiant des médias américains, des structures sociales ou des sciences politiques » .
Le livre le plus récent de Martin Lee, The Beast Reawakens (1997) est une enquête de profondeur sur la résurgence du phénomène fasciste dans le monde. Il a été décrit par le New York Times comme un « sondage clair de la résurgence fasciste » (a vivid survey of fascist resurgence)